# Justin Brill
Justin Brill (* 22. Januar 1903 in Magdeburg; † nach 1973) war ein deutscher Beamter und Volkswirt. Er war ab 1933 der persönliche Referent des Führers des Reichsbundes der deutschen Beamten (RDB), Hermann Neef, und nach dem Zweiten Weltkrieg langjähriger Geschäftsführer des Bundesgrenzschutz-Verbandes e. V. Er gab die Fachzeitschrift Der Grenzjäger heraus.

## Leben
Er war der Sohn des promovierten Magdeburger Sanitätsrates Friedrich Brill und besuchte in der Hauptstadt der preußischen Provinz Sachsen das Domgymnasium. Anschließend studierte Justin Brill an den Universitäten Halle-Wittenberg, Münster, Berlin und Hamburg und erlangte den Abschluss als Diplom-Volkswirt. Im Jahre 1927 promovierte er in Rostock zum Dr. rer. pol. Seine Dissertation mit dem Titel Das Organisationsproblem der deutschen Arbeiterschaft angesichts der Strukturveränderungen in der Industrie seit dem Beginn des Weltkrieges gab er 1928 im Selbstverlag in Magdeburg heraus. Von 1928 bis 1929 war Justin Bill Assistent an der Niederrheinischen Industrie- und Handelskammer. 1930 wurde er Geschäftsführer des Reichsbundes der höheren Beamten. Nach der Machtergreifung der Nationalsozialisten trat er zum 1. Mai 1933 der NSDAP bei (Mitgliedsnummer 2.641.048) und wurde persönlicher Referent des Führers des 1933 gegründeten und der NSDAP angeschlossenen RDB. Er hatte seinen Sitz in Berlin, Spreestraße 16. Justin Brill gehörte außerdem dem Reichsverband Deutscher Verwaltungs-Akademien an.
Nach dem Zweiten Weltkrieg war Justin Brill langjähriger Geschäftsführer des 1951 in Goslar gegründeten Bundesgrenzschutz-Verbandes e. V., der beruflichen Interessenvertretung der bundesdeutschen Grenzschutzbeamten des Polizeivollzugsdienstes und der Verwaltung. Gemeinsam mit Helmut Pfeffer gab er die Fachzeitschrift des Bundesgrenzschutz-Verbandes Der Grenzjäger heraus. Im Jahre 1970 trat er in den Ruhestand. Er setzte sich in Bad Honnef zur Ruhe.

## Schriften (Auswahl)
- Das Organisationsproblem der deutschen Arbeiterschaft angesichts der Strukturveränderungen in der Industrie seit dem Beginn des Weltkrieges. Selbstverlag, Magdeburg 1928.
- mit Erich Mursinsky: Die Organisation der nationalsozialistischen Beamten. Verlag Beamtenpresse, Berlin 1940 (Sonderdruck aus dem Beamtenjahrbuch).[5]
- Zusammenhalten – Mitarbeiten 20 Jahre Bundesgrenzschutz-Verband. In: Der Grenzjäger (21) 1971, Nr. 10, S. 3–11.